# Арнолд I фон Бентхайм-Щайнфурт
Арнолд I фон Бентхайм-Щайнфурт (на немски: Arnold I von Bentheim-Steinfurt; * ок. 1415; † 16 февруари 1466, Клеве) е граф на Щайнфурт и първият граф на Бентхайм-Щайнфурт (1454 – 1466). Арнолд I основава линията Бентхайм-Щайнфурт на род Бентхайм.

## Биография
Той е вторият син на граф Ебервин I (Евервин) фон Бентхайм (* ок. 1380; † 1454) и втората му съпруга Гизберта фон Бронкхорст (* ок. 1380), дъщеря на Ото фон Бронкхорст († 1458) и първата му съпруга Агнес фон Золмс-Браунфелс († 1418). Внук е на Арнолд III фон Гьотерсвик († 1403) и Матилда фон Райфершайд-Бедбург († сл. 1445). Потомък е на Арнолд I фон Гьотерсвик († сл. 1228) и съпругата му фон Гемен.
По-големият му брат е граф Бернхард II фон Бентхайм (ок. 1410 – 1473), баща на граф Ебервин II (Евервин) фон Бентхайм (1461 – 1530).
Баща му Ебервин I фон Бентхайм-Гьотерсвик наследява през 1421 г. Графството Бентхайм от чичо му граф Бернхард I фон Бентхайм († 1421), става през 1425 г. също господар на Отенщайн и от 1451 г. господар на Щайнфурт. Неговите наследници се разделят на линиите Бентхайм-Щайнфурт и Бентхайм.
Арнолд I фон Бентхайм-Щайнфурт убит в битка при Клеве на 16 февруари 1466 г.
През 1495 г. фамилията Бентхайм-Щайнфурт е издигната на имперски графове на Щайнфурт и от 1530 г. на Бентхайм. През 1817 г. пруският крал Фридрих Вилхелм III издига фамилията Бентхайм-Щайнфурт на князе.

## Фамилия
Арнолд I се жени за Катарина фон Гемен (* ок. 1420; † 1502), наследничка на Вефелингховен при Нойс, дъщеря на Хайнрих IV фон Гемен-Вефелингховен († 1492) и Анна фон Вефелингховен († 1495). Те имат две деца:
- Ебервин II фон Бентхайм-Щайнфурт (* 1467; † 1498), граф на Бентхайм-Щайнфурт (1466 – 1498), женен на 1 ноември 1494 г. за Аделхайд фон Хоя (1470 – 1513), дъщеря на граф Ото VI фон Хоя († 1497) и Анна фон Липе († 1533)
- Агнес фон Бентхайм († 1507/15 юли 1508), омъжена на 6 октомври/24 ноември 1488 г. за граф Якоб фон Бронкхорст (* 1475; † 25 април 1516), син на Гизберт фон Бронкхорст († 1473) и Агнес фон Виш († сл. 1496)